# Wilhelm Gabriel Lagus
Wilhelm Gabriel Lagus, född 25 juli 1786 i Idensalmi, död 18 december 1859 i Helsingfors, var kansliråd, finländsk professor i allmän juridik vid Åbo akademi, professor i civil- och romersk rätt vid Helsingfors universitet 1852–1858 och rektor 1845–1848.

## Biografi
Lagus var en av de stiftande medlemmarna av Finska Vetenskaps-Societeten 1838. Lagus var yngre bror till filosofiprofessorn Anders Johan Lagus och far till Wilhelm Lagus, Knut Ferdinand Lagus, Robert Erik Lagus och Wilhelm Gabriel Lagus den yngre.
År 1798 blev han student vid Åbo universitet, där han studerade under Porthans ledning, men fortsatte fr.o.m. 1802 sina studier vid Uppsala universitet. Han avlade där filosofie och juris kandidatexamen 1811, promoverades till magister 1812 och blev samma år juris licentiat (promoverad juris doktor 1818).
1813 förordnades han till adjunkt i kameral- och handelslagfarenhet vid Åbo universitet, där han blev professor 1823 i allmän lagfarenhet och 1852 i civil lagfarenhet och romersk rätt.
Under Lagus långa lärartid (han tog avsked 1858) hade de uppväxande ämbetsmannagenerationerna i Finland till väsentlig del hans undervisning att tacka för sin juridiska utbildning. Bland hans som akademiska disputationer utgivna juridiska avhandlingar må nämnas De matrimoniis inter cognatos aut affines prohibitis (1832), Bidrag till revision af läran om prescription i brottmål (1838) och Anmärkningar till läran om bördsrätt (1842).
1845–1848 var han universitetets rektor och erhöll kansliråds titel 1849. Medan Lagus med nit ägnade sig åt professorsverksamheten, gick hans intresse som forskare och skriftställare alltmera i historisk och biografisk riktning. Han var på det området den siste representanten för Porthans skola med dess hängivna arbetsiver och dess förkärlek för detaljforskning.
1834 utkom första delen av Lagus Åbo hofrätts historia, innehållande biografier över
Åbo hovrätts personal. Om en mängd enskilda personers, släkters och familjers öden vinnas där tillförlitliga, på originalstudier grundade upplysningar. Andra delen, vilken inte behandla Åbo hovrätts rättshistoria, utkom inte, till följd av Åbo brand, som förstörde såväl hans samlade material som en stor del av hovrättsarkivet.
Under de följande åren utgavs materialsamlingarna Handlingar till upplysning i Finlands kyrkohistoria. Ny följd (I-IV, 1836-39) samt Handlingar och uppsatser rörande Finlands kyrkohistoria (I-V, 1845-50). Bland hans smärre historiska avhandlingar kan nämnas
"Kritisk undersökning om riksmarsken Klas Flemings dödsdag" (1842), "Afhandling om Finlands titel af Storfurstendöme och hertig Johans finska förläningar" (1843) samt "Undersökning om Karelska lagsagans uppkomst" (1844), alla i Finska vetenskapssocietetens akter. 1853 utgav han Anteckningar rörande 1741 och 1742 års Finska krig, jämte Henrik Magnus von Buddenbrocks äreräddning.
Lagus sista levnadsår ägnades åt återgivande av handskrifter till Jesper Mattsson Krus förteckning över adelns gods i Finland år 1618, till vilken handskrift han fogade omfattande genealogiska och biografiska anteckningar. Det vidlyftiga och rikhaltiga verket, som utkom under namn av Undersökningar om finska adelns gods och ätter (1857–1860), var föremålet för den åldrige forskarens tankar och arbete intill dödsstunden.
Efter hans död utgav sonen Jakob Johan Vilhelm Lagus en av Lagus utarbetad avhandling Om finska lagöfversättningar (1863). Lagus hade sammanbragt en rik samling handlingar och urkunder, vilken enligt hans förordnande öppnades femtio år efter hans död. Han donerade sitt personarkiv till Helsingfors universitet.

## Utmärkelser
- Sankt Vladimirs orden, fjärde klassen,  1830[3]
- Sankt Stanislausorden, andra klassen,  1837[3]
- Sankt Annas orden, andra klass,  1845[3]

[Redigera Wikidata]